# Recep Tayyip Erdoğan
Recep Tayyip Erdoğan (turkiskt uttal: [rɛˈdʒɛp tɑːˈjip ˈɛrdɔɑn]), född 26 februari 1954 i Kasımpaşa i Istanbul, är Turkiets president sedan den 28 augusti 2014. Han var tidigare Turkiets premiärminister från den 14 mars 2003 fram till dess att han tillträdde som president. Han var från 2001 till 2014 partiledare för Rättvise- och utvecklingspartiet som han grundade, ett parti som innehar en majoritet i den turkiska nationalförsamling. Erdoğan var Istanbuls borgmästare mellan 1994 och 1998. Han utexaminerades år 1981 från Marmara universitet och var också semi-professionell fotbollsspelare från år 1969 till år 1982.
Erdoğan valdes till borgmästare för Istanbul i de lokala valen den 27 mars 1994. Han avgick från sitt ämbete under tvång och dömdes till fängelse för att han deklamerat en dikt under ett offentlig tal i provinsen Siirt den 12 december 1997, med orden "moskéerna är våra baracker, de troende är våra soldater och minareter är våra vapen". Dikten påstås ha citerats ur en bok publicerad av ett statligt företag och att boken hade rekommenderats till lärare av utbildningsministeriet. Efter sex månader i fängelse grundade Erdoğan Rättvise- och utvecklingspartiet (AKP) den 14 augusti 2001. Från sitt första år blev AKP den mest offentligt stödda politiska rörelsen i Turkiet. I det allmänna valet år 2002 segrade partiet med nästan två tredjedelar av platserna i parlamentet och kunde därmed bilda den första enpartiregeringen i Turkiet på nio år. Det har kritiserats i det starkt sekulära Turkiet för att förespråka en islamisk stat, men anses av sina egna anhängare vara ett moderat muslimskt parti.
Som premiärminister genomförde Erdoğan ett flertal reformer. 45 år efter att Turkiet undertecknat ett associeringsavtal med EU började förhandlingarna om Turkiets anslutning till EU under Erdoğans ämbetstid. Inflationen, som i årtionden hade försvagat och drabbat landets ekonomi, kunde tas under kontroll och den turkiska liran återfick sin forna prestige genom eliminering av sex nollor.
Räntorna sänktes och inkomsten per capita ökade markant. AKP vann valet 2007, vilket gjorde det till första gången på 52 år som ett parti i regeringsställning ökade sina röster för en andra mandatperiod. I valen 2011 omvaldes han för en tredje mandatperiod och Erdoğan fortsatte som premiärminister. Erdoğan är den längst sittande premiärministern i Turkiet sedan İsmet İnönü, samt den längst sittande premiärministern i sammanhängande period i landets historia.
Den 1 juli 2014 nominerade AKP honom till sin kandidat i presidentvalet den 10 augusti 2014, varvid han med omkring 52 % av rösterna valdes till Turkiets förste direkt folkvalde president, med tillträde till ämbetet 28 augusti 2014.

## Privatliv och utbildning
Erdoğan föddes i Kasımpaşa, en fattig stadsdel i centrala Istanbul. Hans familj kommer ursprungligen från Rize-provinsen. Den turkiska historikern Cezmi Yurtsever hävdar att Erdoğan härstammar från släkten Bagatlı Recep, en stor muslimsk-turkisk släkt som bosatte sig runt Trabzon efter Mehmet II:s erövring av staden. Bagatlı Recep dog år 1916 efter att ha kämpat mot invaderande ryska och armeniska trupper.
Erdoğan tillbringade sin tidiga barndom i Rize, där hans far arbetade inom den turkiska kustbevakningen. Familjen återvände till Istanbul när Erdoğan var 13 år gammal. Som tonåring sålde han saft och sesambullar (simit) på gatorna i Istanbuls grövre distrikt för att tjäna extra pengar. Erdoğan växte upp i en muslimsk familj. Han tog examen från grundskolan Kasimpasa Piyale år 1965 och från Istanbul religiösa yrkesutbildning år 1973 (Imam Hatip-skolan). Han fick inte fullfölja sin gymnasieexamen från Eyüp High School.[källa behövs]
I sin ungdom spelade Erdoğan semi-professionell fotboll för en lokal klubb. Arenan för den lokala fotbollsklubben Kasımpaşa SK i distriktet han växte upp i, är uppkallad efter honom.
Erdoğan gifte sig med Emine Gülbaran (född 1955 i Siirt) och som han träffade under en konferens den 4 juli 1978. Paret har två söner (Ahmet Burak, Necmeddin Bilal)och två döttrar (Esra, Sümeyye).

## Tidig politisk karriär
Erdoğan började under sin studietid engagera sig i politiken genom att ansluta sig till Nationella turkiska studentkåren, en antikommunistisk aktionsgrupp. År 1974 skrev han, regisserade och spelade huvudrollen i pjäsen Maskomya, som presenterade frimureriet, kommunismen och judendomen som ondska. [källa behövs] År 1976 blev han ordförande för Beyoğlu Ungdomar, ungdomsförbundet till det islamistiska National Salvation Party (MSP). Samma år blev han befordrad till positionen som ordförande för Istanbuls ungdomsgren av partiet.
Efter militärkuppen 1980 anslöt sig Erdoğan, liksom de flesta av Erbakans anhängare till Välfärdspartiet. Han blev partiets ordförande för Beyogludistriktet år 1984, och 1985 blev han ordförande för Istanbulgrenen. Han valdes till parlamentet år 1991 men hindrades från att ta sin plats.

### Istanbuls borgmästare (1994–1998)
I de lokala valen den 27 mars 1994 valdes Erdoğan till borgmästare i Istanbul, en av de största storstadsområdena i världen. Han fick 25,19 % av rösterna i valet. Många fruktade att han skulle införa islamiska lagar, men Erdoğan kom att bli en pragmatisk politiker som borgmästare och har blivit känd för att ha tagit itu med kroniska problem i Istanbul som vattenbrist, föroreningar och trafikkaos. Vattenbristen löstes genom skapandet av hundratals kilometer nya rörledningar. Sopproblemet löstes genom etableringen av lokala återvinningsanläggningar. Medan Erdoğan var borgmästare minskade luftföroreningar genom en utarbetad plan för att byta till naturgas. Han bytte ut de offentliga bussarna mot miljövänliga bussar. Stadens trafik- och transportsystem förbättrades med mer än femtio broar, viadukter och motorvägar. Erdoğan förbjöd till en början försäljning av alkohol i statsägda lokaler, men återgick senare tillbaka till gamla regler. Medan han genomförde åtgärder för att minska korruptionen genomförde han också reformer för att säkerställa att kommunala medel användes med försiktighet till nödvändiga saker. Erdoğan betalade tillbaka en stor del av Istanbuls kommuns skuld på 2 miljarder dollar när han tillträdde och under tiden investerade han fyra miljarder dollar i staden.
Erdoğan inledde den första rundabordsdiskussionen för borgmästare under en konferens i Istanbul, vilket senare ledde till en global, organiserad rörelse av borgmästare. En internationell jury bestående av sju medlemsländer från FN fann enhälligt att Erdoğan förtjänade en UN-HABITAT-utmärkelse.

## I fängelse (1998-1999)
För sin övertygelse blev Välfärdspartiet deklarerat som grundlagsstridigt, och lades ner av den turkiska författningsdomstolen på grund av hot mot sekulära ordningen i Turkiet. Erdoğan blev en konstant talare vid demonstrationerna som anordnades av hans partikamrater.
Han fick tio månaders fängelse (varav han avtjänade sex månader) för att ha deklamerat en dikt i Siirt i december 1997, vilket enligt artikel 312/2 av den turkiska strafflagen ansågs som en uppmaning att begå brott och uppvigling till religiöst hat eller rashat. Dikten innehöll översatta verser som "Moskéerna är våra kaserner, kupolerna våra hjälmar, minareterna våra bajonetter och de troende våra soldater ...." De ovannämnda verserna var dock inte i den ursprungliga versionen av dikten. Dikten var från ett verk skrivet av Ziya Gökalp, en pan-turkisk aktivist från början av 1900-talet. Erdoğan hävdade att dikten hade godkänts av utbildningsministeriet och att den fanns med i läroböcker. Efter att ha blivit fälld var Erdoğan tvungen att lämna posten som borgmästare. Domen innehöll också ett politiskt förbud, som hindrade honom från att delta i parlamentariska val. Han avslutade sitt straff den 24 juli 1999.

## Premiärminister (2003–2014)
År 2001 grundade Erdoğan Rättvise- och utvecklingspartiet (AKP). AKP vann en jordskredsseger i valet 2002, med nästan två tredjedelar av mandaten i Turkiets nationalförsamling. Erdoğan kunde dock inte tillträda som premiärminister direkt eftersom han fortfarande var förbjuden att delta i parlamentariska val på grund av sitt tal i Siirt, och Abdullah Gül blev därmed premiärministern i stället. I december 2002 upphävde Valstyrelsen de allmänna valresultatet från Siirt på grund av oegentligheter under röstningen och ett nytt val hölls den 9 februari 2003. Vid denna tidpunkt kunde partiledare Erdoğan delta i parlamentsvalen tack vare en lagändring som möjliggjorts av oppositionella Republikanska folkpartiet (CHP). AKP utsåg Erdoğan till en av kandidaterna för nyvalet Siirt, och han vann och tillträde posten som premiärminister strax efter att Gül överlämnade posten.

### Inrikespolitik

#### Demokrati
Erdoğans regering genomförde flera demokratiska reformer. Han gav Europeiska domstolen för de mänskliga rättigheterna makt över turkiska domstolar, minskade maktbefogenheterna i antiterroristlagen från 1991 som hade begränsad Turkiets demokratisering samt avskaffade ett flertal begränsningar och restriktioner av yttrandefriheten och pressen. Regeringen planerade flera gånger att byta ut den turkiska konstitutionen från 1982 med en mer demokratisk "civil konstitution", men det största oppositionspartiet CHP var emot det.
Under ett besök i Bisjkek konstaterade han att "Vi har för närvarande redan ett semi-presidentsystem. Det finns ett starkt presidentskap."
Under 2009 lanserade den turkiska regeringen under premiärminister Erdoğan en plan för att få ett slut på den kvarts sekel långa kurdkonflikten som kostat mer än 40 000 liv. Regeringens plan, stödd av Europeiska unionen, tillät att det kurdiska språket fick användas i all media och i politiska kampanjer samt att återställa kurdiska namn på städer som hade givits turkiska namn. "Vi tog ett modigt steg för att lösa de kroniska problem som utgör ett hinder för Turkiets utveckling, progression och användarinflytande", sade Erdoğan om saken. Erdoğan införde en partiell amnesti för att minska de påföljder som drabbat många medlemmar av den kurdiska terrororganisationen PKK som hade överlämnats till regeringen. Den 23 november 2011 bad han, på uppdrag av staten, om ursäkt för Massakern i Dersim 1937 på kurder under ett tv-möte i Ankara.
Under hans andra och tredje mandatperiod, trots den första mandatperioden gav hans regering upp den demokratiseringsprocess som stöddes av Europeiska unionen och blev alltmer auktoritär mot press, kurder och tidigare politiska dominerande makter i Ankara. Demokratiska initiativ ledda av Erdoğan om kurdernas rättigheter avstannade. Mer än hundra journalister fängslades. Turkiet har tappat mark på Press Freedom Index efter Erdoğans första mandatperiod och rangordnas på en 148:e plats bland 178 länder under 2011. Hundratals universitetsstudenter fängslades och anklagades för att vara terrorister efter att de burit banderoller med texten "Vi kräver gratis utbildning!" och eftersom de kritiserade och försökte försvaga regeringen genom att protestera. Ägg och stenar räknades som dödliga vapen av åklagaren i dessa förundersökningar. Turkiet har klassificerats som en Internetfiende eller som ett land som övervakar internet och har internetcensur efter att ett landsomfattande filter som föreslagits av regeringen trädde i kraft. Krav från aktivister om HBTQ-rättigheter förkastades offentligt av regeringsmedlemmar och den turkiska HBTQ-föreningen blev förolämpade av regeringsministrarna.

#### Ekonomi

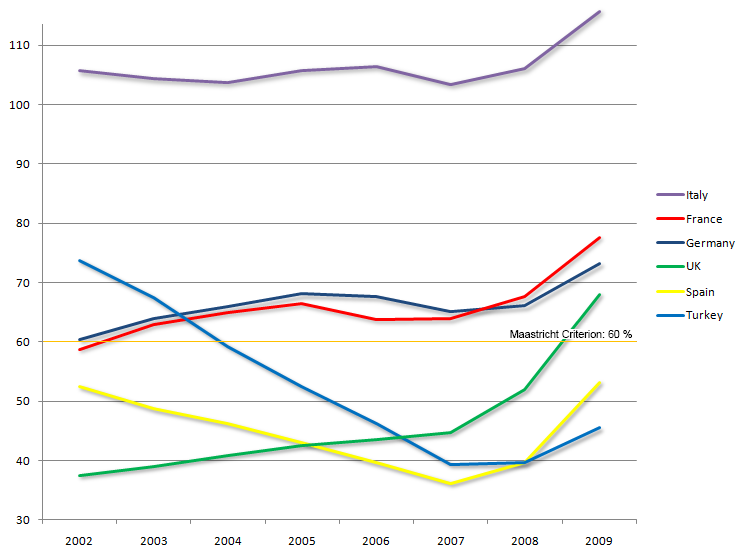
Statsskulden som andel av BNP i de sex största europeiska ekonomierna (ljusblå linje för Turkiet).

År 2002 ärvde Erdoğan en turkisk ekonomi i djup recession på grund av den finansiella krisen som tilltagit under koalitionsregeringen under ledning av premiärminister Bülent Ecevit. Erdoğan stödde finansminister Ali Babacan i att genomdriva den föreslagna makroekonomiska politiken. Erdoğan försökt locka fler utländska investerare till Turkiet och upphävde de flesta av de statliga regleringarna, med den genomsnittliga BNP-tillväxten 7,3 % under hans ledarskap när han presiderade över ett rekord på 26-fjärdedelar av ekonomisk tillväxt.
Sedan 1961 har Turkiet lånat pengar av IMF över 19 gånger. Erdoğans regering uppfyllde budget- och marknadskraven och fick låneavbetalning på varje lån, den enda gången någon regering någonsin fått det. Erdoğan ärvde en skuld på 23,5 miljarder dollar till IMF, en skuld som hade minskat till 6,1 miljarder dollar år 2010. Han bestämde sig för att inte underteckna ett nytt avtal. Turkiets skuld till IMF blev helt avbetald år 2013. 
Under 2010 var den femåriga credit default swap för den turkiska statsskulden på rekordlåga 1,17 %, lägre än nio EU-länder och Ryssland. Arbetslösheten minskade från 10,3 % till 9,7 % år 2007. På grund av den globala ekonomiska krisen 2008 steg Turkiets arbetslöshet till rekordhöga 16,1 % under perioden januari-mars år 2009. Under perioden april-juni år 2010 minskade arbetslösheten igen till 11,0 %, jämfört med 10,0 % i Euroområdet.
År 2002 hade den turkiska centralbanken 26,5 miljarder i dollarreserver. Detta belopp uppgick 92,2 miljarder dollar år 2011. Under samma period sjönk inflationen från 34,9 % till 5,7 %, den lägsta på 39 år. Den offentliga skulden som andel av den årliga bruttonationalprodukten sjönk från 74 % år 2002 till 39 % under år 2009.
Världsbanken lovordade Erdoğan för vågade reformer och för den ekonomiska stabiliteten i landet.

#### Rättsväsende
I mars 2006 höll Högsta styrelsen för domare och åklagare (HSYK) för första gången i Turkiets historia en presskonferens och protesterade offentligt mot obstruktionen av utnämningen av domare till de högsta domstolarna under 10 månader. HSYK hävdade att Erdoğan ville fylla de lediga tjänsterna med sina partimedlemmar och han anklagades för att skapa en klyfta mellan Turkiets högsta appellationsdomstol (Yargıtay) och den högsta förvaltningsdomstolen (Danıştay). Erdoğan hävdade att konstitutionen gav honom rätt att tilldela partimedlemmarna dessa tjänster.
I maj 2007 bad chefen för Turkiets högsta domstol ett flertal åklagare att överväga om huruvida Erdoğans handlande över de kritiska synpunkter på valet av Abdullah Gül som president var ett okej agerande. Erdoğan sade att de var "en skam för rättsväsendet" och kritiserade författningsdomstolen som hade ogiltigförklarat presidentvalet eftersom en bojkott av andra partier innebar kvorum. Åklagarna hade redan undersökt hans tidigare kommentarer, och sade bland annat att det hade avfyrat en "kanonkula på demokratin". Tülay Tugcu, chef för författningsdomstolen fördömde Erdoğan för "hot, förolämpningar och fientlighet" mot rättsväsendet.
Den turkiska nationalförsamlingen sänkte åldern för kandidatur till församlingen från 30 till 25 år och avskaffade dödsstraffet inom alla brottsfall, även i krigstid.

#### Hälsa & sjukvård
I april 2006 presenterade Erdoğan en socialförsäkringsreform, en reform krävd av Internationella valutafonden i en lånedeal. Han hävdade att reformen, som antogs med hård opposition, var en av de mest radikala reformerna i turkisk historia. Turkiets tre socialförsäkringsorgan förenades under samma tak, vilket ledde till lika hälso- och pensionsförmåner för medlemmar i alla tre organ. Enligt den andra reformen kommer alla som är under 18 år ha rätt till fria hälso- och sjukvårdstjänster, oavsett om de betalar premier till en social trygghetsorganisation eller inte. I propositionen föreskrivs även en gradvis höjning av pensionsåldern. Från och 2036 kommer pensionsåldern att öka till 65 från år, och 2048 kommer den vara lika för både kvinnor och män. Regeringen förenade också tre system av sjukhus och försäkringar för olika yrken som kritiserats för att erbjuda ojämlika fördelar och reservera de bästa sjukhusen för statstjänstemän medan det för övriga var långa köer.
I januari 2008 antog den turkiska nationalförsamlingen en lag om ett totalförbud mot rökning på de flesta offentliga platser. Erdoğan är uttalad anti-rökare.

#### Demografi
Under 2008 sade Erdoğan att för att säkerställa att den turkiska befolkningen förblir ung bör varje familj ha minst tre barn. Han har upprepat detta uttalande vid ett flertal tillfällen. År 2010 uppskattades Turkiets befolkning till att vara 73 700 000, med en tillväxt på 1,21 % per år (2009).
Den 26 maj 2012, i sitt tal till sitt partis kvinnoförening, hävdade han att abort är ett brott.

#### Synen på armeniska folkmordet
Erdoğan har uttalat sig om att massakern på armenier 1915-1917, utanför Turkiet känt som armeniska folkmordet, inte har ägt rum. I november 2009 sade han att "det är inte möjligt för en muslim att begå folkmord." I december 2008 kritiserade han en kampanj av turkiska intellektuella om att erkänna händelsen och sade "Jag varken accepterar eller stöder denna kampanj. Vi har inte begått något brott och därför har vi inget att be om ursäkt för. Det kommer inte att ha någon annan nytta än att väcka problem och störa vår fred."

### Utrikespolitik

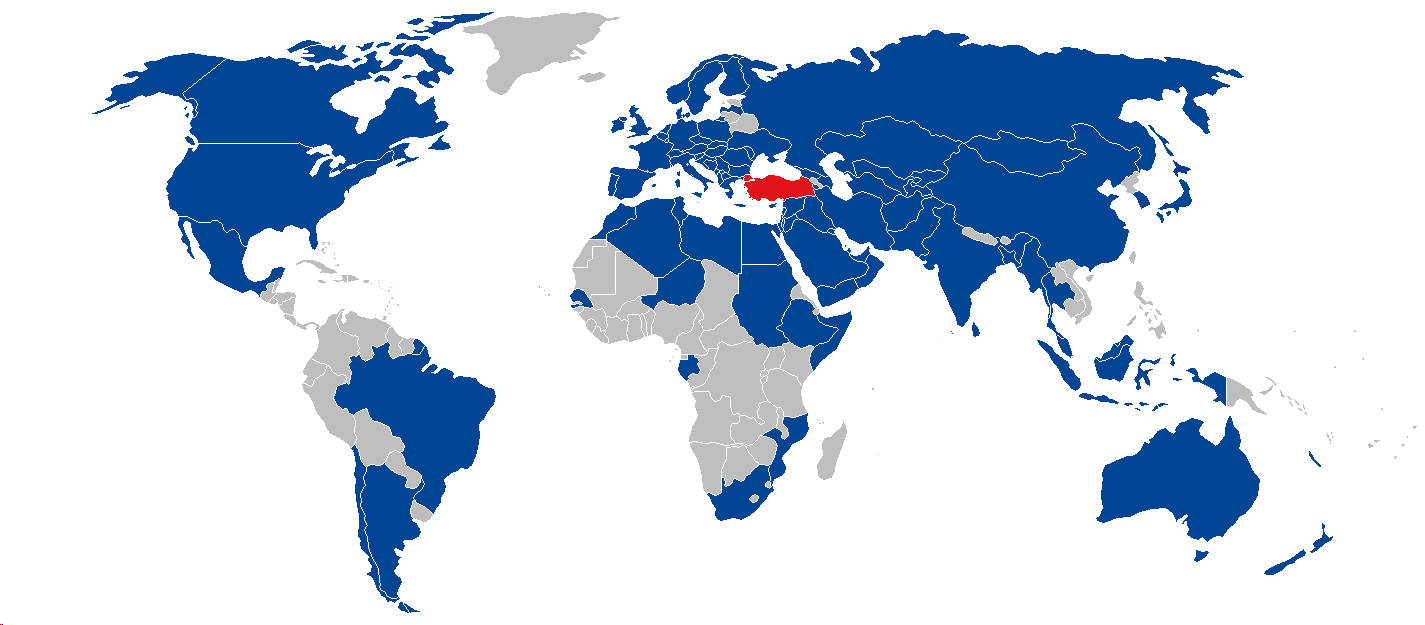
Karta över länder Recep Tayyip Erdoğan har besökt som premiärminister.

#### Europeiska unionen

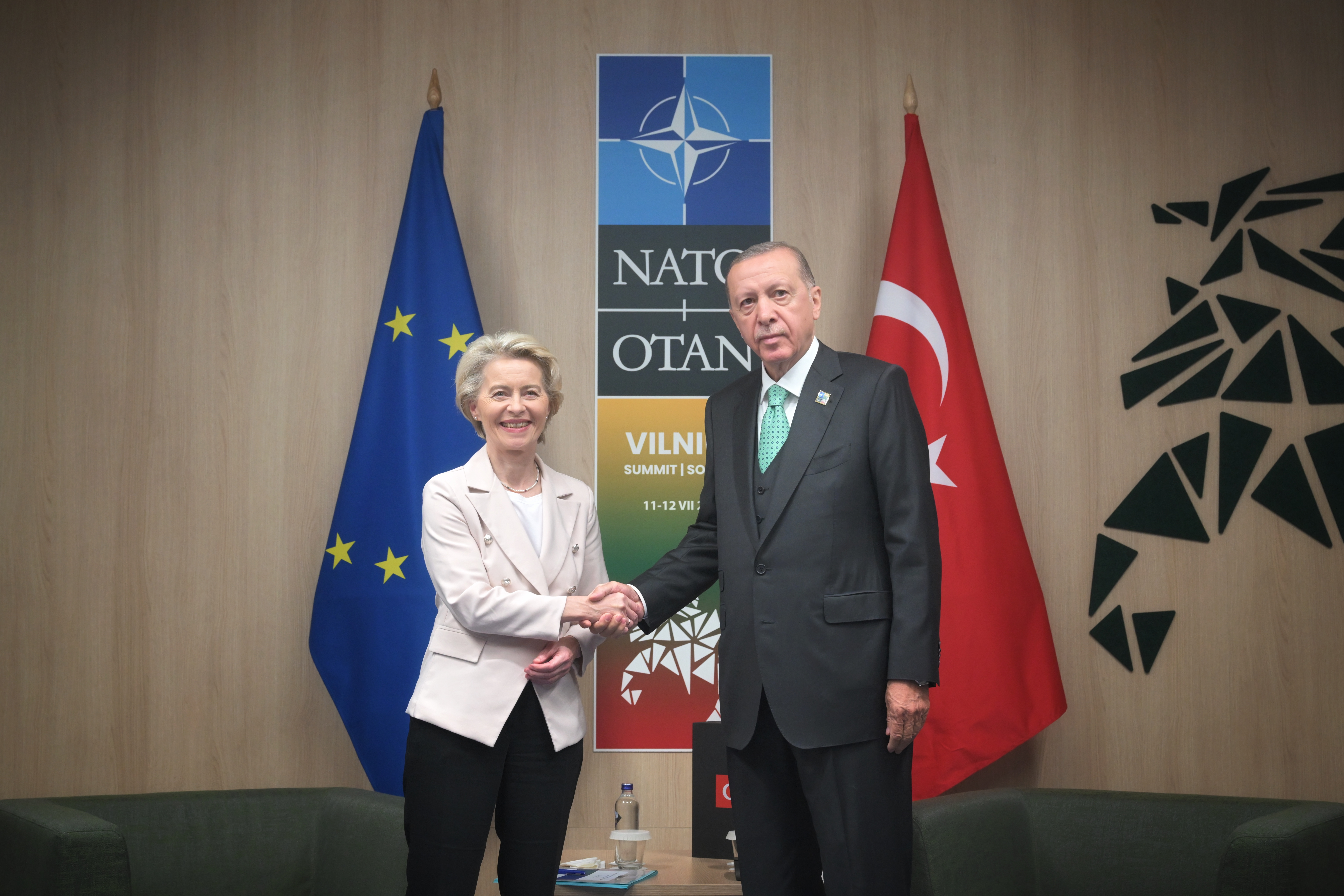
Erdoğan och Europeiska kommissionens ordförande Ursula von der Leyen i 12 juli 2023.

Erdoğan blev utsedd till "Årets europé 2004" av European Voice Organization för de reformer han genomfört i sitt land. Han sade i en kommentar att ”Turkiets anslutning visar att Europa är en kontinent där civilisationer förenas och inte krockar”. Den 3 oktober 2005 inleddes formella förhandlingar om Turkiets anslutning till EU.
Erdoğan är en av grundarna av Alliance of Civilizations (AOC). Initiativet föreslogs av Spaniens dåvarande premiärminister José Luis Rodríguez Zapatero under FN:s 59:e generalförsamlingen år 2005. Initiativet syftar till att sporra internationella åtgärder mot extremism genom en internationell, interkulturell och interreligiös dialog.

#### Grekland och Cypern

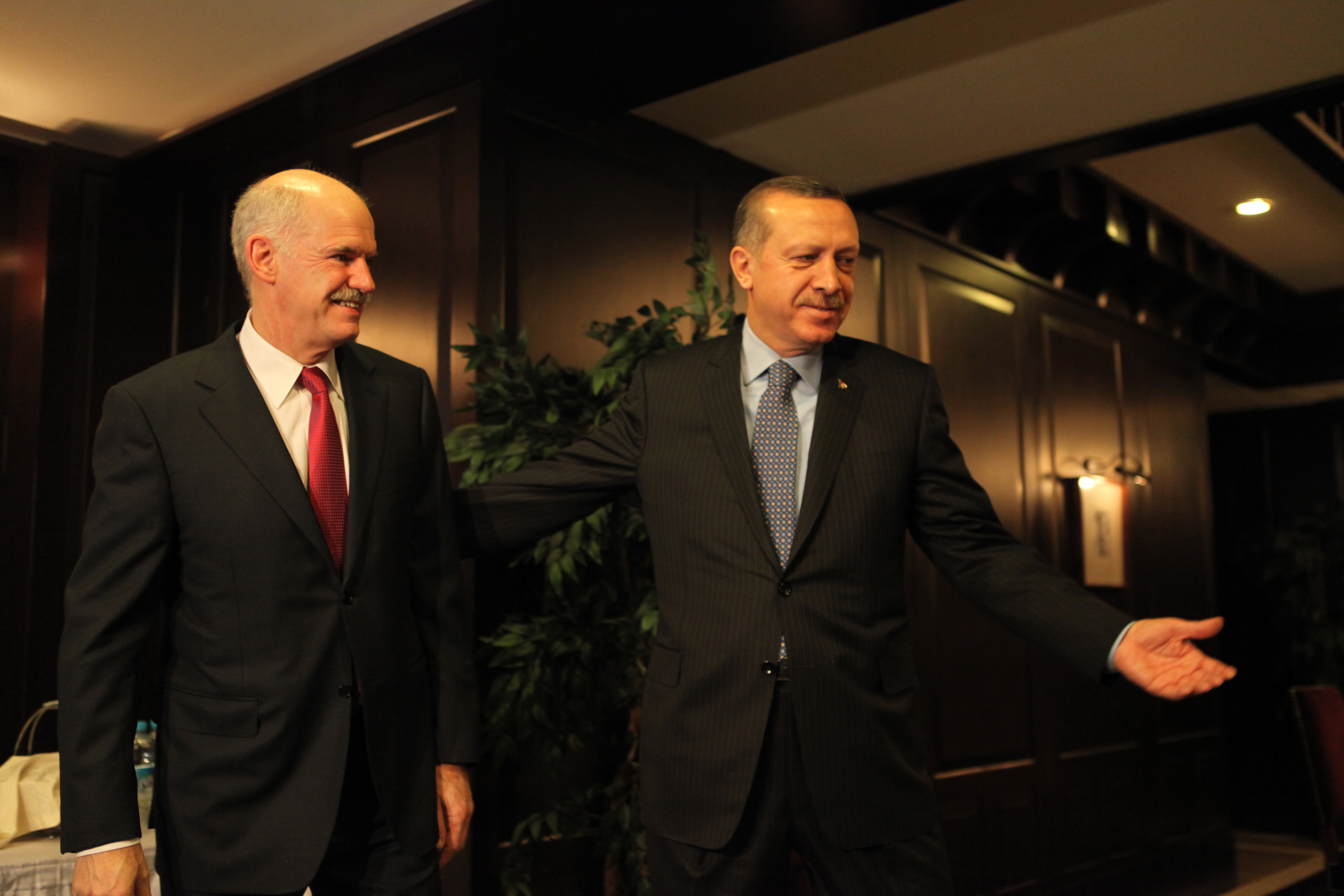
Greklands premiärminister George Papandreou och Erdoğan i Erzurum. (7 januari 2011)

Under Erdoğans regeringstid har förbindelserna med Grekland normaliserats. Politiska och ekonomiska förbindelser har blivit mycket bättre. Under 2007 möttes Erdoğan och Greklands premiärminister Kostas Karamanlis på bron över floden Evros, vid gränsen mellan Grekland och Turkiet, för att inviga den grekisk-turkiska naturgasledning som förbinder Egeiska rivalerna genom ett projekt som kommer att ge gas till sitt första direkta västerländska utlopp och därmed minska Rysslands energidominans. Turkiet och Grekland undertecknade ett avtal om att skapa en kombinerad gemensam enhetsgrupp inom ramen för Nato för att kunna delta i fredsfrämjande insatser. Erdoğan och hans parti stödde starkt den EU-stödda folkomröstningen på Cypern 2004 om att återförena ön.

#### Irak
Under Erdoğans tid undertecknade Irak och Turkiet 48 handelsavtal via det irakisk-turkiska strategiska rådet i Bagdad. Avtalet som tecknades innefattade sektorerna säkerhet, energi, olja, el, vatten, hälsa, handel, miljö, transport, boende, byggande, jordbruk, utbildning och försvar. Den turkiska regeringen stärkte relationerna med Irakiska Kurdistan genom att öppna ett turkiskt universitet i Arbil samt ett turkiskt konsulat i Mosul. Abdullah Gül blev den första turkiska statschefen att besöka Irak på 33 år, den 23 mars 2009.

#### Israel

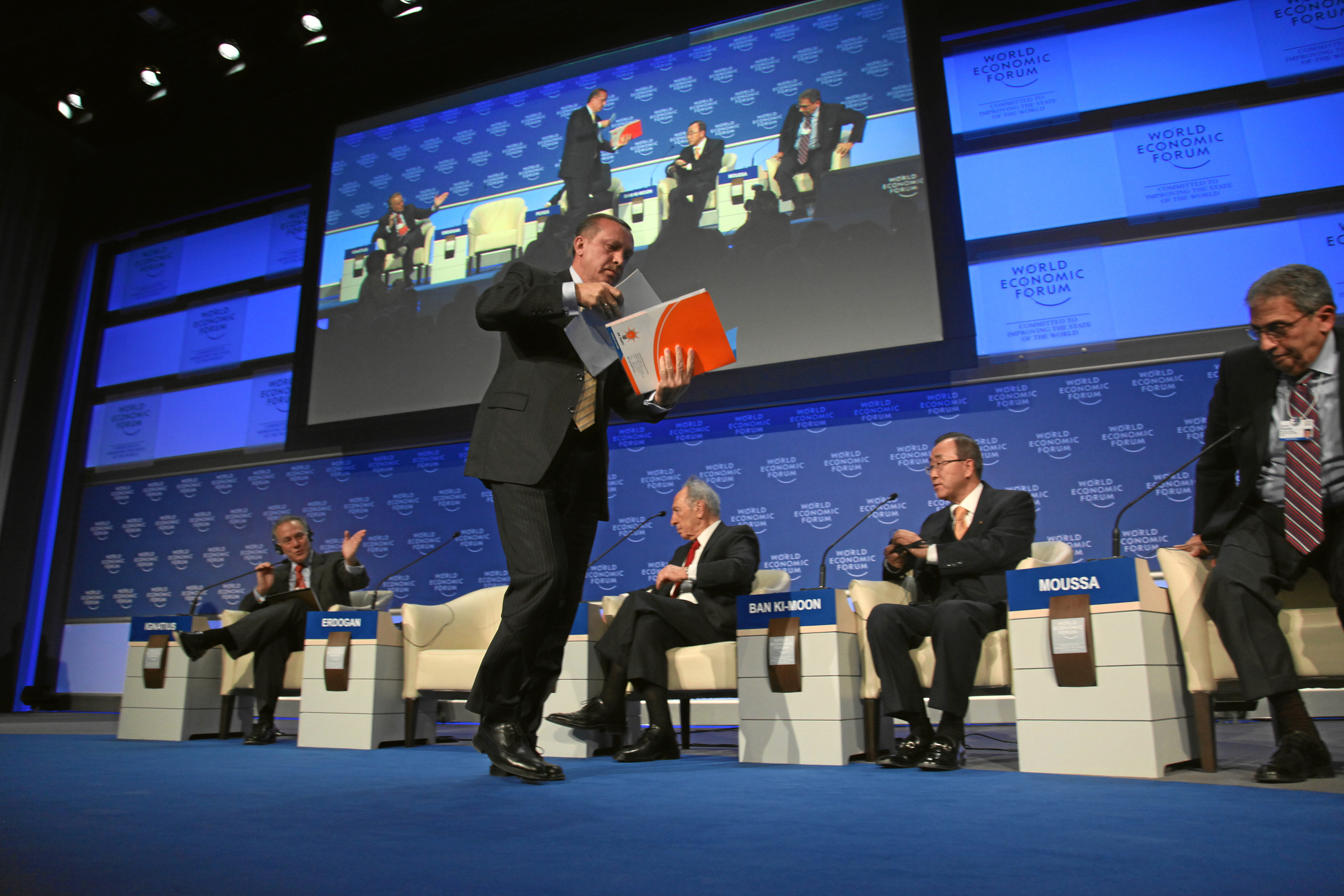
Erdoğan lämnar sessionen på World Economic Forum 2009, och lovade att aldrig återvända.

Erdoğan gjorde ett statsbesök i Israel år 2005, och hade med sig en delegation av affärsmän för knyta de ekonomiska banden närmare varandra. Israels president Shimon Peres talade inför den turkiska nationalförsamlingen under ett besök år 2007, och blev då den första israeliska ledaren att tala inför en lagstiftande församling i en övervägande muslimsk nation.
Under World Economic Forum 2009 blev debatten het mellan de båda länderna när konflikten i Gaza diskuterades. Israels president Shimon Peres svarade på Erdogans påståenden, och framförde åsikten om att Turkiet skulle ha gjort samma sak om raketer hade skjutits mot Istanbul. Erdoğan avbröts av moderatorn när han svarade Peres. Erdoğan sade: ”Herr Peres, du är äldre än jag och kanske känner dig skyldig och att det är därför du höjer din röst. När det gäller att döda vet du mycket väl om det. Jag minns de barn som blev dödade på stränder …” När moderatorn återigen avbröt Erdoğan och påminde dem om att det var tid för middag, lämnade Erdoğan panelen och anklagade moderatorn för att ge Peres mer tid än alla de andra paneldeltagarna tillsammans.
Efter bordningen av Gazakonvojen i maj 2010 ökade återigen spänningarna mellan de två länderna dramatiskt. Erdoğan fördömde kraftigt bordningen, beskrev det som statsterrorism och krävde ansvariga israeliska ledare att be om ursäkt. Erdoğan har beskrivit Israel som ”det största hotet mot regional fred”, och har krävt att Israels kärnkraftsanläggningar ska inspekteras av IAEA. Erdoğan har anklagat Israel för att göra Gazaremsan till ett ”utomhusfängelse”.
Under 2012, efter en omgång raketbeskjutningar från Gazaremsan mot Israel, följt av israeliska repressalier, krävde Erdoğan att Israel måste upphöra ”massakern” av palestinier i Gazaremsan och sade att det var en del av ett israeliskt folkmord mot det palestinska folket.

#### Ryssland

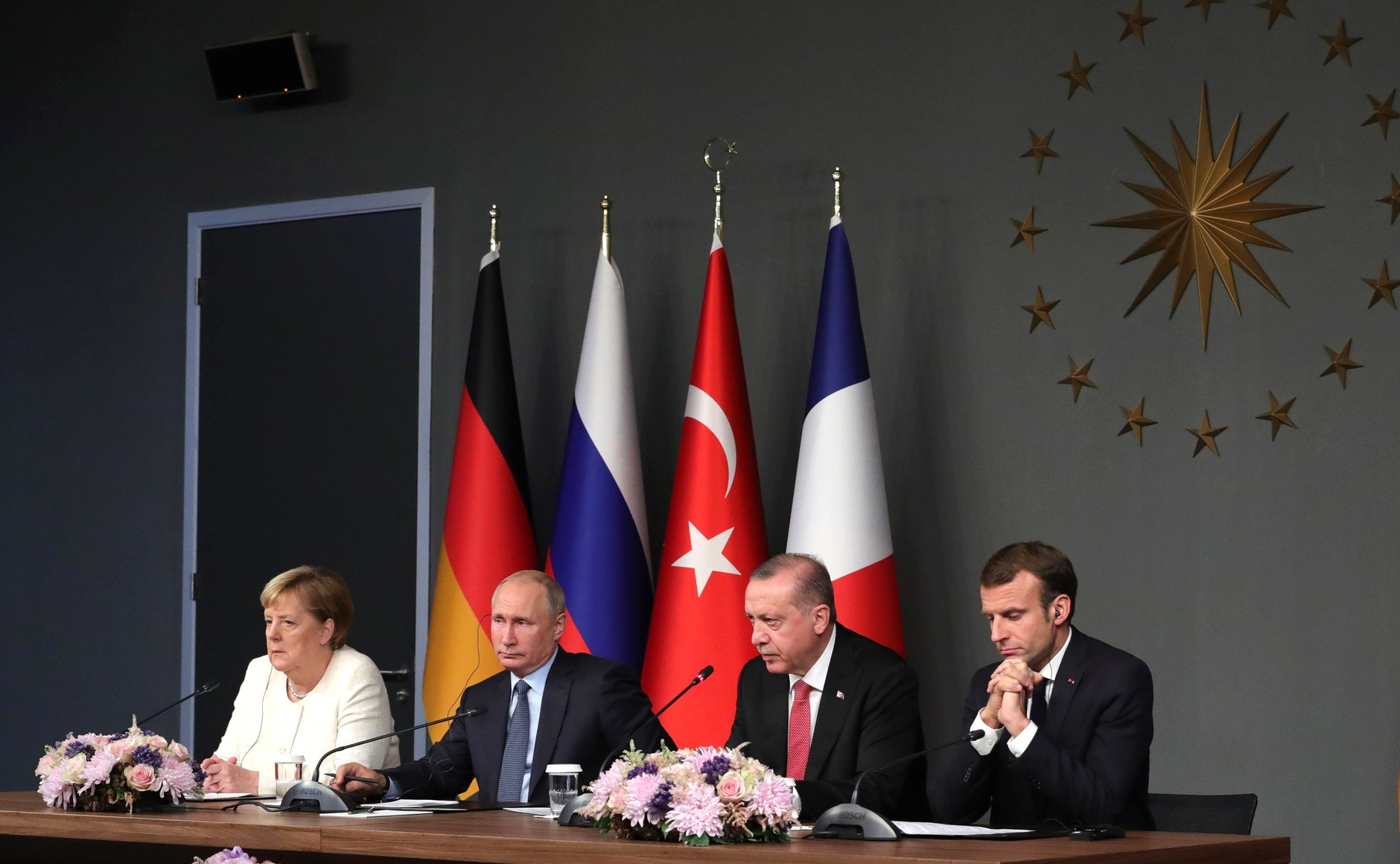
Angela Merkel, Vladimir Putin, Erdoğan och Emmanuel Macron under en gemensam presskonferens i Istanbul 2018.

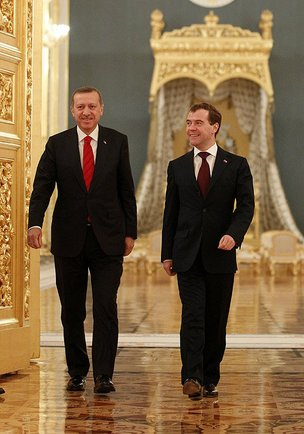
Recep Tayyip Erdogan och Rysslands president Dmitrij Medvedev i Moskva. (16 mars 2011)

I århundraden har Turkiet och Ryssland varit rivaler om regional överlägsenhet. I och med Erdoğans tillträde har de två länderna prioriterat vänskapliga förbindelser och ökat samarbetet. Under 2002 uppgick handelsvolymen mellan Turkiet och Ryssland till ett värde av cirka 5 miljarder dollar. Vid slutet av 2010 nådde den siffran nästan 30 miljarder dollar.
I december 2004 besökte Rysslands president Vladimir Putin Turkiet. Detta var det första presidentbesöket i den turkisk-ryska historien, bortsett från den sovjetiske presidieordföranden Nikolaj Podgornyj år 1972. I november 2005 deltog Putin vid invigningen av den gemensamt byggda naturgasledningen ”Blue Stream” i Turkiet. Denna sekvens på toppnivåbesök har placerat flera viktiga bilaterala frågor i förgrunden. De två länderna anser att deras strategiska mål är att uppnå ett ”flerdimensionellt samarbete”, särskilt inom områdena energi, transport och militär. Specifikt syftar Ryssland till att investera i Turkiets bränsle- och energiindustri, och dessutom förväntas de att delta i anbudsförfaranden för modernisering av Turkiets militär.
Rysslands tidigare president Dmitrij Medvedev har beskrivit Turkiet som ”en av våra viktigaste samarbetspartners när det gäller regionala och internationella frågor … Vi kan tryggt säga att de rysk-turkiska relationerna har avancerat till nivån för ett flerdimensionellt strategiskt partnerskap”.
Den 12 maj 2010 undertecknade Ankara och Moskva 17 avtal för att förbättra samarbetet inom energi och andra områden, inklusive en pakt för att bygga Turkiets första kärnkraftverk och för att främja planer för en oljeledning från Svarta havet till Medelhavet. Ledarna för de båda länderna har också tecknat ett avtal om visumfrihet. Ryska turister kommer att kunna komma in i landet gratis och stanna där i upp till 30 dagar.

#### Saudiarabien
Diplomatiska förbindelser mellan Turkiet och Saudiarabien etablerades 1929. Under de senaste åren har det lagts vikt på regionala frågor och på att förbättra de bilaterala förbindelserna för att stärka de politiska, ekonomiska och militära banden.
I augusti 2006 gjorde kung Abdullah bin Abdulaziz al-Saud ett besök i Turkiet, det första besöket av en saudisk monark i landet på fyra decennier. Monarken gjorde ett andra besök den 9 november 2007. Den turkisk-saudiska handelsvolymen överskred 3,2 miljarder dollar år 2006, nästan en fördubbling jämfört med 2003. Under år 2009 uppgick detta belopp till 5,5 miljarder dollar och målet för år 2010 var 10 miljarder dollar. Handeln förväntas öka ännu mer, eftersom de strategiska platserna för de båda länderna översätts till ekonomier som är i stånd att komplettera varandra.

#### Syrien
Under Erdoğans mandatperiod har de diplomatiska förbindelserna mellan Turkiet och Syrien förbättrats avsevärt. År 2004 besökte president Bashar al-Assad Turkiet för det första officiella besöket av en syrisk president de senaste 57 åren. I slutet av 2004 undertecknade Turkiets premiärminister Erdogan ett frihandelsavtal med Syrien. Viseringsrestriktionerna mellan de två länderna lyftes under år 2009, vilket orsakade en högkonjunktur i områdena nära den syriska gränsen. Under 2011 har förhållandet mellan de två länderna blivit kyligt och ansträngt, främst på grund av upproret i Syrien 2011–2013.

#### Somalia
År 2011 påverkade en svår torka hela östra Afrika. Torkan sägs vara "den värsta på 60 år", och orsakade en allvarlig livsmedelskris som hotade försörjningen för mer än 12 miljoner människor i Somalia och dess grannländer. Den 19 augusti 2011 åkte premiärminister Recep Tayyip Erdoğan till Somalia för att dra internationell uppmärksamhet till det östafrikanska landets svåra torka och hungersnöd. Han blev den första ledaren från utanför Afrika att besöka Somalia på nästan två decennier. Erdoğan, som hade sällskap på resan av sin fru, dotter och ett följe bestående av regeringsmedlemmar och deras familjer, besökte flyktingläger och sjukhus i Somalia för att bevittna förödelsen som orsakats av den svåra torkan.
Turkiet kommer att öppna en ambassad i Mogadishu och vidta flera åtgärder för att hjälpa Somalia att förbättra sin infrastruktur, vilket inkluderar att gräva brunnar för att förbättra vattenförsörjningen, bygga ett stort sjukhus, sex fältsjukhus och en motorväg från Mogadishus flygplats till stadens centrum, liksom anläggningar för avfallshantering för att rensa upp Mogadishus skräpbeströdda gator, sade Erdoğan. Han sade också att Husutvecklingsadministrationen i Turkiet (TOKI) kommer att bygga hus och skolor i det svältdrabbade landet.
Somaliska presidenten Sharif Sheikh Ahmed har kallat premiärminister Erdoğans besök i Somalia för en "historiskt gest".

#### Egypten
Erdoğan gjorde sitt första 3-dagars officiella besök i Egypten den 12 september 2011, tillsammans med sex ministrar och en flotta på 200 affärsmän. Detta besök betraktades som en diplomatisk framgång, eftersom det gjordes mycket snart efter att Turkiet hade skickat hem israeliska ambassadörer samt klippt alla diplomatiska och bilaterala militära överenskommelser eftersom Israel vägrat att be om ursäkt för bordningen av Gazakonvonjen som dödade turkiska och amerikanska humanitära arbetare ombord på ett stödkonvoj på väg till Gaza. Det var det första besöket på de senaste 15 åren och efter Egyptiska revolutionen 2011 som en turkisk premiärminister besökt landet.
Erdoğans besök i Egypten möttes med stor entusiasm av egyptierna. Trots att det var midnatt rapporterades det från Kairo att trafiken hade stannat till följd av att tusentals människor samlades för att välkomna den turkiska premiärministern med turkiska flaggor. CNN rapporterade att en hel del egyptier sade: "Vi ser honom som den islamiska ledaren i Mellanöstern", medan andra var tacksamma för hans roll i att stödja Gazaremsan. Erdoğan hedrades senare på Tahrirtorget av medlemmar ur den Egyptiska Revolutionens Ungdomsunion, och medlemmar från den turkiska ambassaden presenterade honom med en vapensköld i ett erkännande av premiärministerns stöd i den Egyptiska revolutionen. Hans besök väckte också kritik från kristna i mellanöstern när han i ett tal gjorde jämförelser mellan Hosni Mubarak och Konstantinopels fall, och beskrev bysantinska riket som en "mörk civilisation".
I en intervju med Mona Al-Shazly på Dream TV uppgav Erdoğan att han rekommenderade sekularism för Egypten, vilket genererade ilska hos islamiska rörelser, särskilt hos Frihets- och rättvisepartiet - den politiska grenen av det Muslimska brödraskapet i Egypten.
En vecka efter besöket proklamerade Ahmet Davutoğlu, Turkiets utrikesminister, sin vision om en strategisk allians mellan Egypten och Turkiet, som han beskrev som en "Axis of Democracy". Men vissa uttryckte oro för att den egyptiska revolutionen inte hade avslutats och att Erdoğan sökte sitt eget lands strategiska intressen. Det befarades att genom att bilda en allians med militärjuntan i Egypten under landets övergång till demokrati, hade Erdoğan kunnat tippa balansen till förmån för dem som står mellan egyptierna och sin frihet.

#### USA

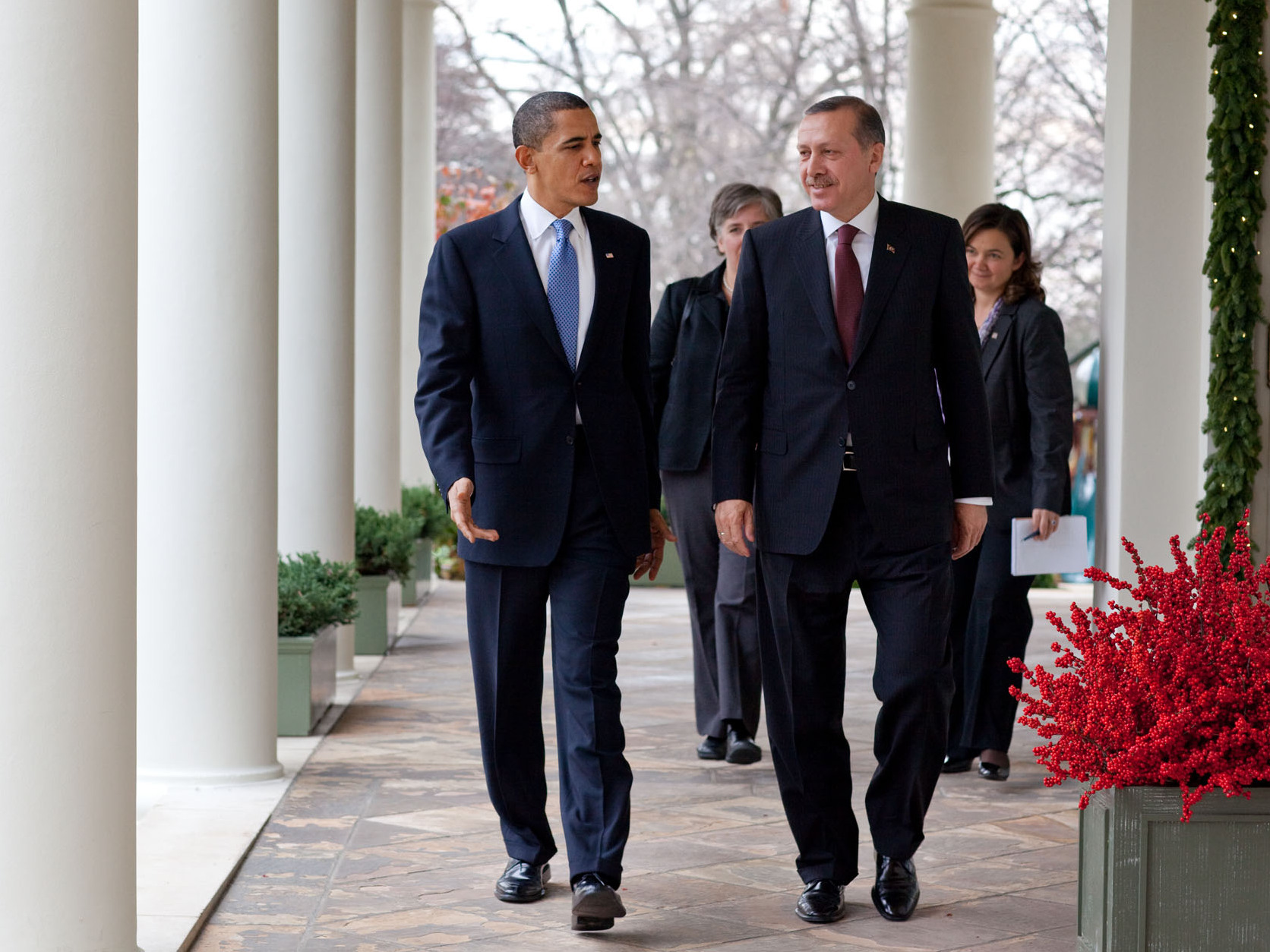
Erdoğan och Barack Obama i Vita huset. (7 december 2009)

När Barack Obama blev president i USA gjorde han sitt första utländska bilaterala möte till Turkiet i april 2009.
Vid en gemensam presskonferens i Turkiet, sade Obama: "Jag försöker göra ett uttalande om vikten av Turkiet, inte bara för USA utan för hela världen. Jag tror att det är det mest lovade att bygga starkare USA-turkiska relationer och att insikten i att Turkiet och USA kan bygga upp en modell av partnerskap där en övervägande kristen nation, en övervägande muslimsk nation - en västerländsk nation och en nation som sträcker sig över två kontinenter", fortsatte han, "att vi kan skapa en modern internationell gemenskap som är respektfull, som är säker, det vill säga välmående, att det inte finns spänningar - oundvikliga spänningar mellan olika kulturer - vilket jag tycker är utomordentligt viktigt".

## Val och folkomröstningar

### Presidentval
Den 10 augusti 2014 valdes Erdoğan till Turkiets förste direkt folkvalde president, med tillträde till ämbetet 28 augusti 2014. Tidigare presidenter har tillsatts av parlamentet.

### Parlamentsval

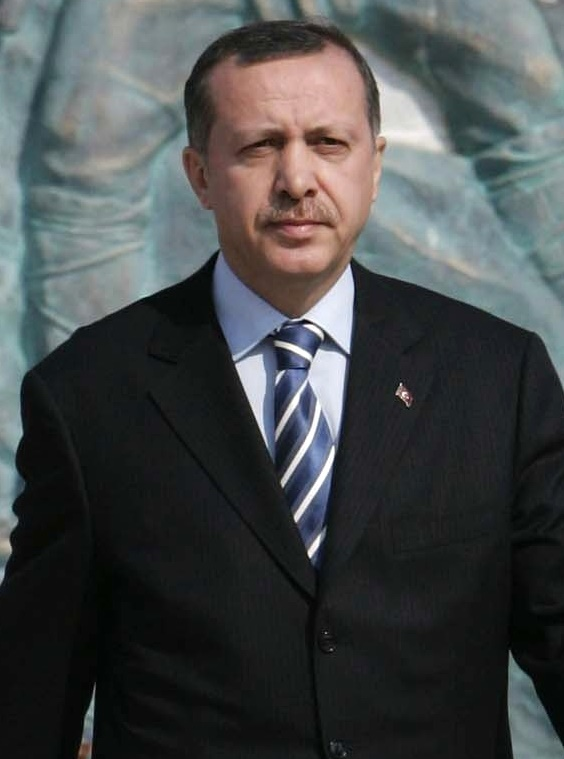
Recep Tayyip Erdoğan

Parlamentsvalet år 2002 var det första valet där Erdoğan deltog som ledare för ett parti. Alla partier i parlamentet som valts till parlamentet under valet 1997 misslyckades med att få tillräckligt många röster för att hålla sig kvar i parlamentet. AKP vann 34,3 % av rösterna och bildade den nya regeringen. Turkiska börsen ökade med mer än 7 % på måndagsmorgonen. Politiker från den föregående generationen, såsom Ecevit, Bahceli, Yilmaz och Ciller avgick. Det näst största partiet, CHP, erhöll 19,4 % av rösterna.
Scenen i valet 2007 fastställdes av en kamp för väljarna mellan hans regering och landets kemalistiska motstånd. Erdoğan använde händelser som ägde rum under de olyckliga presidentvalet några månader tidigare som en del av den allmänna valkampanj för sitt parti. Den 22 juli 2007 hade AKP vunnit en viktig seger över oppositionen, och fick 46,7 % av rösterna. Valet den 22 juli markerade bara den andra gången i den turkiska republikens historia där det sittande regeringspartiet vunnit ett val genom att öka sin andel av det folkligt stödet.
Den 14 mars 2008 bad Turkiets chefsåklagare landets författningsdomstol att förbjuda Erdoğans styrande parti. Partiet flydde från förbudet den 30 juli 2008, ett år efter att ha vunnit 46,7 % av rösterna i parlamentsvalet. Partiet förlorade dock 50 % av den statliga finansieringen.
I valet 2011 vann Erdoğans styrande partiet 327 platser (49,83 % av rösterna) vilket gjorde Erdoğan till den enda premiärministern i Turkiets historia att vinna tre på varandra följande parlamentsval, och den första att varje gång fått fler röster än i det förra valet. CHP fick 135 platser (25,94 %), nationalistiska MHP fick 53 platser (13,01 %) och de oberoende fick 35 platser (6,58 %).

### Lokala val
År 1994 valdes Erdoğan till borgmästare i Istanbul med 25,19 % av rösterna. Efter att AKP vann parlamentsvalet 2002 under ledning av Erdoğan fick hans parti flest röster i 2004 års lokala val. AKP var det största partiet i 12 av 16 storstadskommuner.
De turkiska lokalvalen år 2009 ägde rum under den finansiella krisen 2007-2010. I detta val fick AKP 39 % av rösterna, 3 % mindre än i de lokala valen 2004. Den andra partiet, CHP, fick 23 % av rösterna och det tredje partiet, MHP, fick 16 % av rösterna. AKP vann dock i Turkiets två största städer: Ankara och Istanbul.

## Kontroverser
Erdoğan har gjort flera kontroversiella uttalanden under sin politiska karriär. Han har beskrivit Turkiet som "en nation, en stat, en flagga och en religion," - trots att Turkiet är befolkat av många etniska och religiösa minoriteter.
När det gäller kvinnors rättigheter har han lagt skulden på kvinnorna för skilsmässor, och uppmuntrat turkiska kvinnor att ha minst 3 barn för att hålla landet ungt. Kvinnor och feministiska grupper har iscensatt arga protester mot Erdoğans planer att införa nya lagar för att begränsa aborter. Erdoğan sade på en befolkningskonferens att han såg abort som en konspiration för att begränsa sitt lands ekonomiska tillväxt, och sade "Du kan antingen döda ett barn i moderns sköte eller döda det efter födseln. Det är ingen skillnad".

## Utmärkelser
- Golden Plate Award,  13 juni 2004
- Nishan-e-Pakistan,  26 oktober 2009
- Kung Faisals internationella pris i islams tjänst,  2010
- Georgiska gyllene skinnets orden,  17 maj 2010
- Danakerorden,  2 februari 2011
- Hedersdoktor vid Shanghais universitet för internationella studier,  2012[95]
- Storkors av Leopoldorden,  5 oktober 2015
- Madagascars nationalorden,  2017
- Republikens orden,  2018
- Ig Nobelpriset,  september 2020
- Order "For contribution to the development of cooperation"
- Malaysias kronorden
- Zayedorden
- Sheikh-ul-Islam-ordenen
- Kazakstans Vänskapsorden, första graden
- Sudans hederskedja
- Första klass av Jaroslav den vises orden
- Kazakstans Vänskapsorden
- Manasorden
- Albaniens nationalflaggsorden
- Första graden av Manasorden[96]
- Amir Amanullah Khan-prisen
- Malis nationalorden
- Elfenbenskustens nationalorden
- Hedersdoktor vid Marmara universitet
- Nigers nationalorden
- Nationella förtjänstorden
- Steiger Award
- Guineas nationalförtjänstorden
- Mubarak den stores orden
- Gaddafipriset för mänskliga rättigheter
- Gyllene örnens orden
- Gejdar Alijev-orden
- Bolivars bysts orden
- Medalj "Till minne av Kazan 1000 år"
- Hedersdoktor vid Moskvas statliga institut för internationella relationer[97]
- Senegals Lejonorden
- Somalias stjärnas orden
- Al-Said Ordenen
- Tunisiens republikorden
- Storkors av Malis nationalorden
- Supreme Order of Turkic World

[Redigera Wikidata]